# (5083) Irinara
(5083) Irinara (1977 EV) – planetoida z pasa głównego asteroid okrążająca Słońce w ciągu 4,08 lat w średniej odległości 2,55 j.a. Odkryta 13 marca 1977 roku.